# Europäische Olympische Winter-Jugendtage 1999
Die Europäischen Olympischen Winter-Jugendtage 1999 fanden vom 6. bis zum 12. März in Poprad in der Hohe Tatra statt.

## Sportarten
Es wurden 27 Wettkämpfe in 7 Sportarten ausgetragen. Eisschnelllauf wurde aus dem Programm gestrichen, dafür wurden erstmals Wettkämpfe im Skispringen ausgetragen.
- Biathlon
- Eishockey
- Eiskunstlauf
- Shorttrack
- Ski Alpin
- Skilanglauf
- Skispringen

## Medaillenspiegel
| Platz  | Mannschaft     | Gold | Silber | Bronze | Gesamt |
| ------ | -------------- | ---- | ------ | ------ | ------ |
| 1      | Russland       | 9    | 6      | 3      | 18     |
| 2      | Frankreich     | 3    | 4      | 2      | 9      |
| 3      | Finnland       | 3    | 2      | 3      | 8      |
| 4      | Italien        | 3    | 1      | 1      | 5      |
| 5      | Niederlande    | 2    | 2      | –      | 4      |
| 6      | Deutschland    | 2    | –      | 1      | 3      |
| 7      | Österreich     | 1    | 4      | 4      | 9      |
| 8      | Norwegen       | 1    | 2      | 2      | 4      |
| 9      | Schweden       | 1    | 1      | –      | 2      |
| 10     | Slowakei       | 1    | –      | –      | 1      |
| 10     | Ungarn         | 1    | –      | –      | 1      |
| 12     | Schweiz        | –    | 3      | 1      | 4      |
| 13     | Großbritannien | –    | 1      | 2      | 3      |
| 14     | Ukraine        | –    | 1      | –      | 1      |
| 15     | Belgien        | –    | –      | 2      | 2      |
| 15     | Slowenien      | –    | –      | 2      | 2      |
| 15     | Tschechien     | –    | –      | 2      | 2      |
| 18     | Polen          | –    | –      | 1      | 1      |
| 18     | Rumänien       | –    | –      | 1      | 1      |
| Gesamt | Gesamt         | 27   | 27     | 27     | 81     |